# Wellington (Nowa Południowa Walia)
Wellington – miasto w Australii, w stanie Nowa Południowa Walia.